# Placotrochus pedicellatus
Espèce
Statut CITES
Placotrochus pedicellatus est une espèce de coraux appartenant à la famille des Flabellidae.